# Tariqa

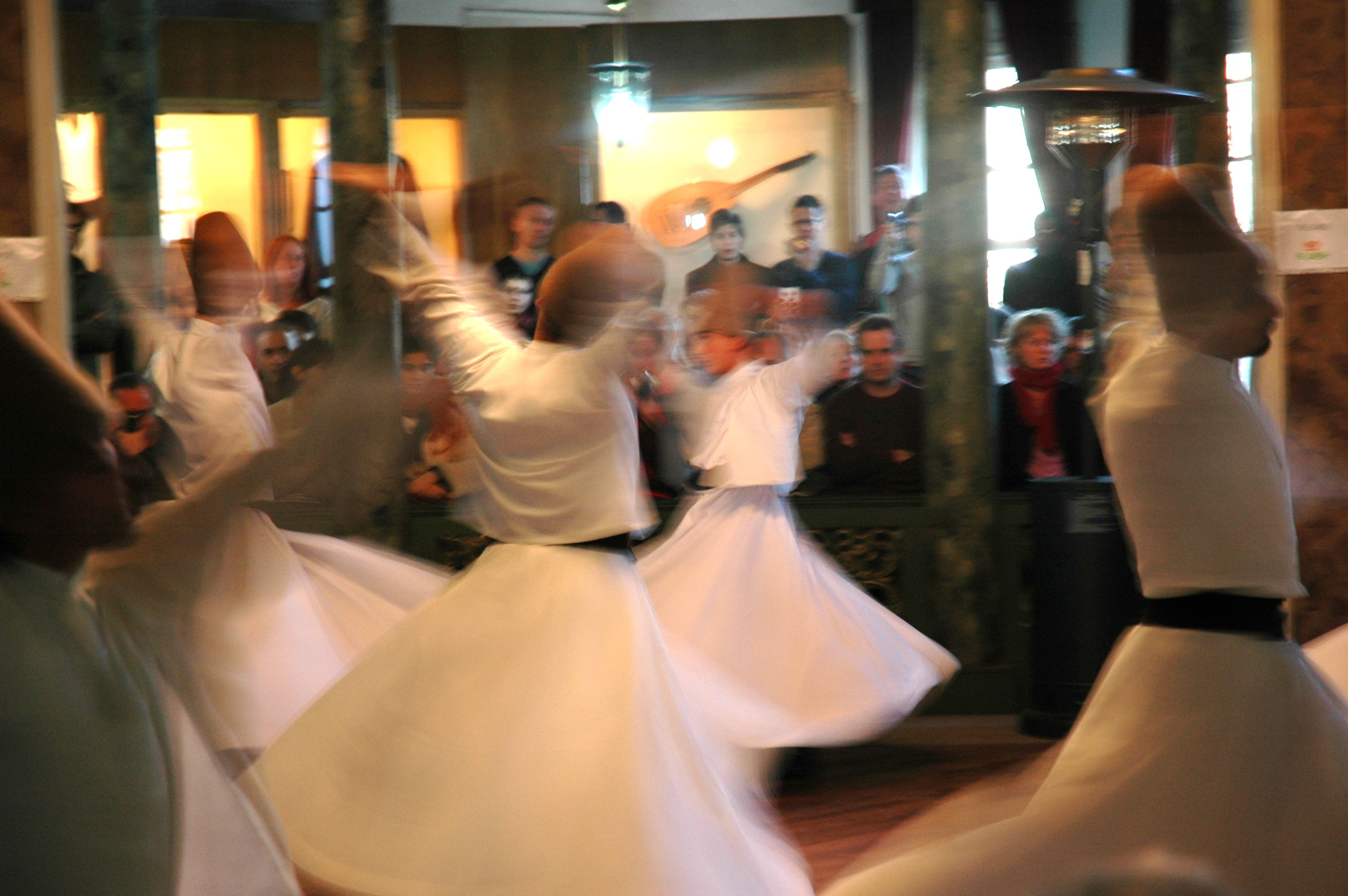
Dervixos dansaires de l'orde Mevlevi

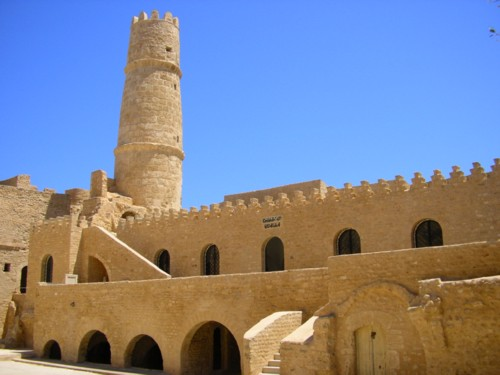
Ràbita de Monastir, Tunísia

Una tariqa (àrab: طريقة, ṭarīqa, plural طرق, ṭuruq, ‘camí’, ‘mètode’) és una germandat o confraria sufí. Els practicants del sufisme estan agrupats en diferents germandats que persegueixen la purificació de l'ànima (nafs), la consecució del coneixement diví (màrifa) i la realització de la realitat divina (haqiqa) a través dels ensenyaments espirituals que ofereix la Revelació (l'Alcorà i la sunna), les dites i experiències d'altres profetes i sants, i la pràctica d'un camí espiritual a través de la guia d'un mestre autoritzat (sovint anomenat xeic).
Hi ha diferents ordes sufís, repartits tant per l'orient com per l'occident del món islàmic, i alguns també són presents a Occident. La germandat més estesa geogràficament és segurament la Qadiriyya, encara que en nombre de seguidors són també molt importants la Naqxbandiyya, la Xistiyya, la Xadhiliyya, seguides d'altres com la Mevlevi (Mawlawiyya), la Bektaixi, la Rifaïyya o la Halvetiyya, i les branques que deriven de cadascuna d'aquestes són molt nombroses.

## Història
L'aparició de les turuq es va produir a partir del segle xiii, per la sistematització dels ensenyaments sufís al voltant dels grans mestres d'aquest segle, com van ser Jalal ad-Din Rumi, Abu-l-Hassan aix-Xadhilí, Xaju Naqxband, Àhmad ar-Rifaí o Abd-al-Qàdir al-Jilaní. Els diferents turuq s'aniran diferenciant en insistir en les pràctiques o les característiques definides per tal o tal mestre, encara que dins d'una mateixa tariqa, depenent del moment històric i de les característiques del xeic, es poden observar igualment diferents tendències o formes: les unes es van centrar en una forma més popular desenvolupant, per exemple, els morabits; d'altres prenen un caràcter més urbà, d'altres una forma més especulativa o intel·lectual i finalment n'hi ha que prendran un caire polític o social.
Prèviament a l'existència de les turuq existien diferents cadenes iniciàtiques més difuses, com són la khirqa o les autoritzacions espirituals (ijaza), que establien vincles entre mestres i deixebles sense que aquests llaços suposessin una organització fixa com són les turuq.

## Organització
La tariqa s'organitza al voltant del mestre espiritual, al qual es vinculen un o més deixebles. Als membres d'una tariqa se'ls denomina dervixos en turc i farsi i murid en àrab, encara que hi ha altres denominacions que varien depenent de la regió. Cada deixeble o iniciat estableix un vincle (baya o ahd) amb un mestre que ha rebut al seu torn la iniciació d'un altre mestre a través d'una cadena iniciàtica (sílsila) que remunta, segons la tradició, fins al mateix profeta Muhàmmad. Comunament aquesta vinculació s'estableix a través de cadenes que remunten fins a l'imam Alí ibn Abi-Tàlib, cosí i gendre del Profeta, o en el cas de la Naqxbandiyya, fins Abu-Bakr as-Siddiq, el primer dels califes que van succeir Muhàmmad.
Encara que de vegades les diferents turuq s'han organitzat com a comunitats on el deixeble pot viure aïllat del món, no hi ha el monacat en el sufisme. La majoria dels mestres i vies aconsellen als deixebles viure una existència integrada en els seus diferents entorns, de forma més o menys participativa i, excepte en alguns casos anomenats mutayarridun ("els despresos"), solen tenir família i ocupacions mundanes. Pel que fa a la seva visibilitat, hi ha tendències on es prefereix la visibilitat i identificació i en altres on s'aconsella més aviat l'anonimat.
La vida de la tariqa té un centre on es reuneixen els deixebles o els familiars per al record de Déu o dhikr. Aquest lloc comunitari ha rebut diferents noms com dergah o tekke (en turc) o zàwiya, tot i que han existit altres tipus de llocs de reunió com els funduq, un tipus de pensió, o les ràbites (ribat), de caràcter més ascètic militar.